# Lorenzo Rota
Lorenzo Rota (Bérgamo, 23 de mayo de 1995) es un ciclista profesional italiano, miembro del equipo ciclista belga Intermarché-Wanty.
Su punto fuerte suelen ser las clásicas de un día, en las que en 2020 comenzó a obtener buenos resultados.[cita requerida]

## Palmarés
2022
- 2.º en el Campeonato de Italia en Ruta
- Sazka Tour, más 1 etapa

2023
- 2.º en el Campeonato de Italia en Ruta

2024
- 2.º en el Campeonato de Italia en Ruta

## Resultados

### Grandes Vueltas
| Carrera | Carrera         | 2016 | 2017  | 2018 | 2019 | 2020 | 2021 | 2022 | 2023 | 2024 |
| ------- | --------------- | ---- | ----- | ---- | ---- | ---- | ---- | ---- | ---- | ---- |
|         | Giro de Italia  | —    | 151.º | —    | 85.º | 92.º | —    | 32.º | 46.º | —    |
|         | Tour de Francia | —    | —     | —    | —    | —    | 63.º | —    | —    | —    |
|         | Vuelta a España | —    | —     | —    | —    | —    | —    | —    | —    | Ab.  |

—: no participa
Ab.: abandono

### Clásicas y Campeonatos
| Carrera               | Carrera               | 2016  | 2017  | 2018  | 2019 | 2020 | 2021 | 2022 | 2023 | 2024 |
| --------------------- | --------------------- | ----- | ----- | ----- | ---- | ---- | ---- | ---- | ---- | ---- |
| Strade Bianche        | Strade Bianche        | Ab.   | —     | —     | —    | —    | 34.º | 13.º | Ab.  | 29.º |
|                       | Milán-San Remo        | 112.º | 108.º | 135.º | Ab.  | 28.º | 40.º | 19.º | 31.º | —    |
| Gante-Wevelgem        | Gante-Wevelgem        | Ab.   | —     | —     | —    | —    | —    | —    | —    | —    |
| Flecha Brabanzona     | Flecha Brabanzona     | —     | Ab.   | —     | —    | —    | 30.º | —    | —    | —    |
| Amstel Gold Race      | Amstel Gold Race      | 63.º  | 73.º  | —     | Ab.  | X    | 44.º | —    | 61.º | 19.º |
| Flecha Valona         | Flecha Valona         | —     | —     | —     | —    | —    | 39.º | —    | 33.º | Ab.  |
|                       | Lieja-Bastoña-Lieja   | —     | —     | —     | —    | —    | 42.º | —    | 20.º | 33.º |
| Clásica San Sebastián | Clásica San Sebastián | —     | —     | —     | —    | X    | 4.º  | 10.º | 30.º |      |
|                       | Giro de Lombardía     | Ab.   | 89.º  | Ab.   | 63.º | 18.º | 28.º | Ab.  | Ab.  |      |
| Mundial en Ruta       | Mundial en Ruta       | —     | —     | —     | —    | —    | —    | 13.º | 28.º | 43.º |
| Italia en Ruta        | Italia en Ruta        | 15.º  | —     | 80.º  | Ab.  | Ab.  | —    | 2.º  | 2.º  | 2.º  |
| Italia Contrarreloj   | Italia Contrarreloj   | 21.º  | —     | —     | —    | —    | —    | —    | —    | —    |

—: No participa

Ab.: Abandona

X: No se disputó

## Equipos
- Trevigiani (2014-2015)
- Bardiani-CSF (2016-2019)
- Vini Zabù-KTM (2020)
- Intermarché-Wanty (2021-)
  - Intermarché-Wanty-Gobert Matériaux (2021-2022)
  - Intermarché-Circus-Wanty (2023)
  - Intermarché-Wanty (2024-)